# 比娅·理查兹
比娅·理查兹（英語：Beah Richards，1920年7月12日—2000年9月14日），女，美国演员、诗人、剧作家。曾获得黄金时段艾美奖喜剧类影集最佳客串女演员。

## 外部連結
- 比娅·理查兹在互联网电影资料库（IMDb）上的資料（英文）
- 在Find a Grave上的比娅·理查兹